# Salvo D'Angelo
Pour les articles homonymes, voir D'Angelo.

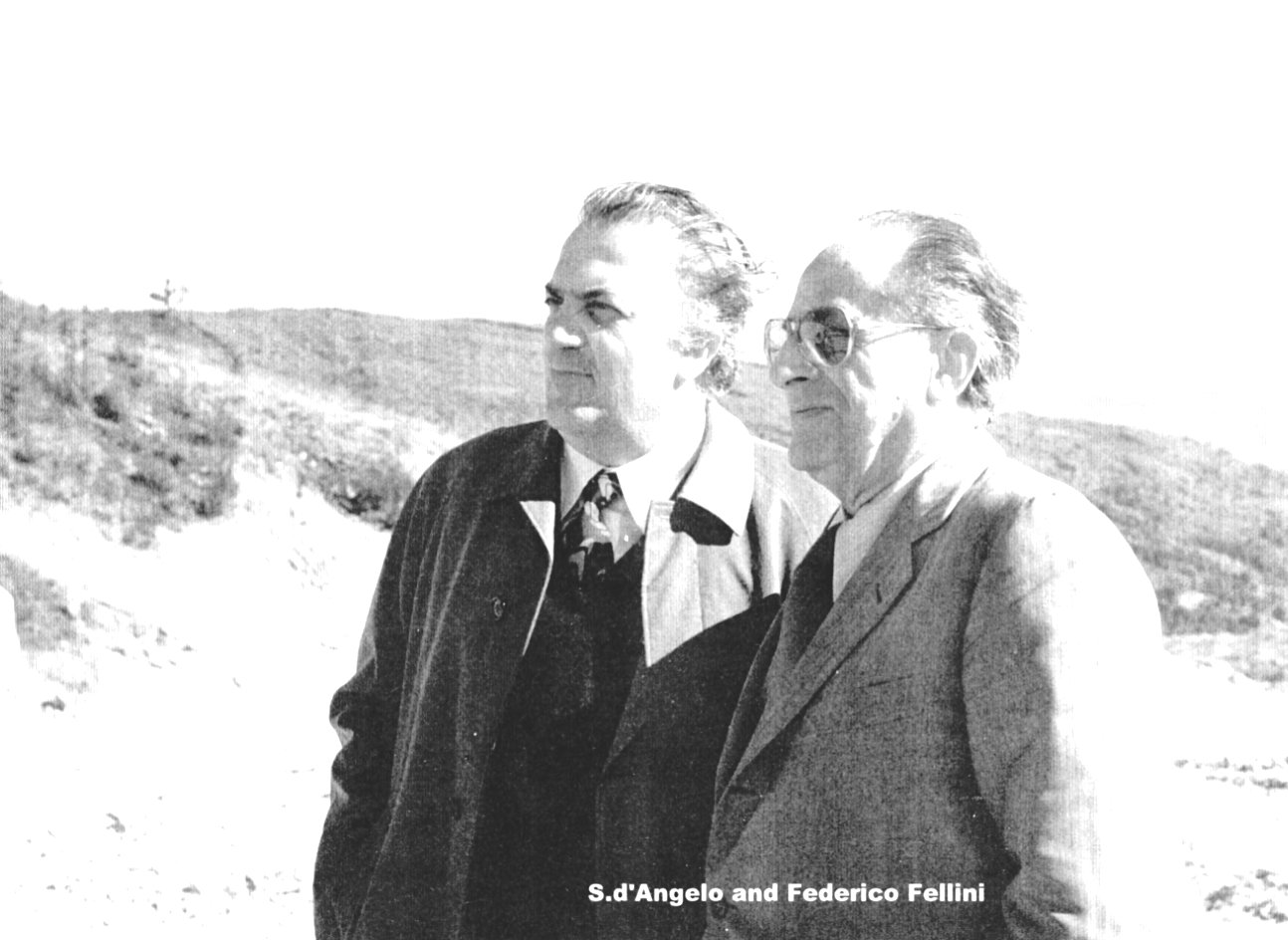
Federico Fellini et Salvo D'Angelo photographiés dans la villa de ce dernier à Santa Brigida (Florence) (1979)

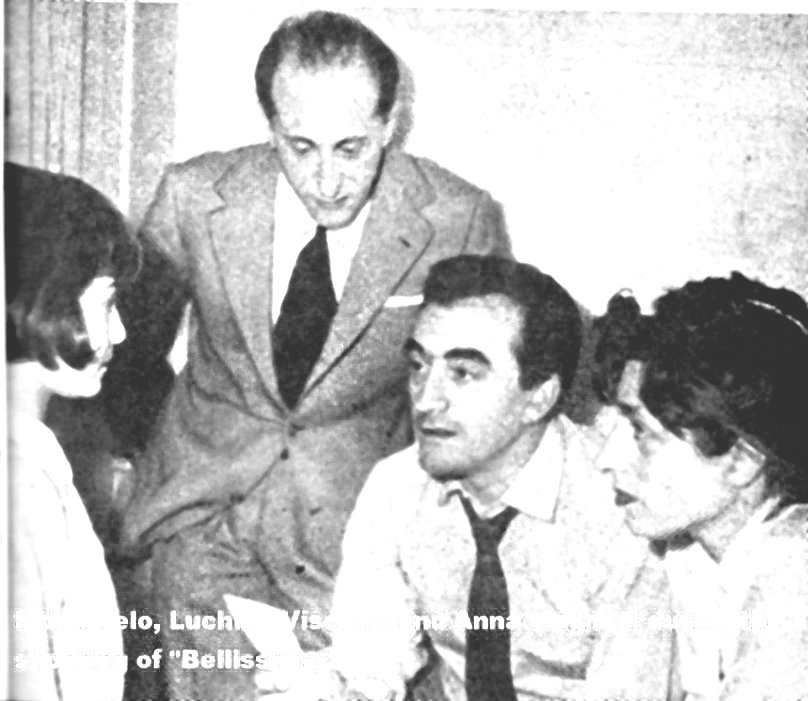
Salvo D'Angelo avec Luchino Visconti et Anna Magnani pendant le tournage de "Bellissima" en 1951

Salvo D'Angelo (né à Catane (Sicile), le 6 août 1909 - mort à Florence (Toscane), le 22 septembre 1989) est un producteur de cinéma et un directeur artistique italien .

## Biographie
Salvo D'Angelo, d'origine sicilienne, a notamment été producteur au sein d'Orbis Film et d'Universalia Film, deux sociétés de production proches du Vatican,,,.

## Filmographie partielle

### comme producteur
- 1945 : La Porte du ciel (La porta del cielo) de Vittorio De Sica
- 1946 : Un jour dans la vie (Un giorno nella vita) de Alessandro Blasetti
- 1948 : La terre tremble (La terra trema) de Luchino Visconti
- 1948 : Allemagne année zéro (Germania anno zero) de Roberto Rossellini
- 1948 : La Machine à tuer les méchants (La macchina ammazzacattivi) de Roberto Rossellini
- 1949 : Fabiola de Alessandro Blasetti
- 1950 : Sa Majesté monsieur Dupont (Prima comunione) de Alessandro Blasetti
- 1950 : La Beauté du diable de René Clair
- 1950 : Les Derniers Jours de Pompéi (Gli ultimi giorni di Pompei) de Marcel L'Herbier
- 1951 : Bellissima de Luchino Visconti
- 1959 : La Traversée fantastique (Dagli Appennini alle Ande) de Folco Quilici

### comme directeur artistique ou décorateur
- 1955 : Dramma nel porto de Roberto Bianchi Montero
- 1946 : Un jour dans la vie (Un giorno nella vita) d'Alessandro Blasetti
- 1946 : Le Témoin (Il testimone) de Pietro Germi
- 1945 : La Porte du ciel (La porta del cielo) de Vittorio De Sica
- 1944 : Nebbie sul mare de Marcello Pagliero
- 1944 : La prigione de Ferruccio Cerio
- 1943 : L'usuraio de Harry Hasso
- 1942 : Bengasi de Augusto Genina
- 1942 : Anime in tumulto de Giulio Del Torre
- 1942 : L'ultimo addio de Ferruccio Cerio
- 1941 : Caravaggio, le peintre maudit (Caravaggio, il pittore maledetto) de Goffredo Alessandrini
- 1941 : Nozze di sangue de Goffredo Alessandrini
- 1940 : L'uomo del romanzo de Mario Bonnard, Luis Marquina
- 1940 : Yo soy mi rival de Luis Marquina
- 1940 : L'ispettore Vargas de Gianni Franciolini, Félix Aguilera
- 1940 : Amore di ussaro de Luis Marquina
- 1940 : La última falla de Benito Perojo
- 1940 : Scandalo perbene de Esodo Pratelli
- 1940 : Il segreto di Villa Paradiso de Domenico Gambino
- 1939 : Finisce sempre cosi de Enrique Susini
- 1939 : Los hijos de la noche de Benito Perojo, Aldo Vergano
- 1938 : Traversata nera de Domenico Gambino
- 1939 : Diamanti de Corrado D'Errico
- 1939 : Fascino de Giacinto Solito
- 1939 : I figli del marchese Lucera de Amleto Palermi
- 1938 : Stella del mare de Corrado D'Errico
- 1938 : L'argine de Corrado D'Errico
- 1938 : Tutta la vita in una notte de Corrado D'Errico
- 1938 : Chi è più felice di me ! de Guido Brignone
- 1937 : Gli uomini non sono ingrati de Guido Brignone

## Nominations
- BAFTA 1951 : British Academy Film Award du meilleur film pour La Beauté du diable de René Clair

Biographie

'Salvo d'Angelo', an architecture graduate, was initially active in motion pictures as a decorator in the late thirties, and eventually became a film producer, starting with documentaries, most of them on behalf of the Vatican, which were awarded important prizes at the Venice and Cannes International Film Festivals. This encouraged him to set up his own company, _Universalia_. He was one of the very first to recognize the genius of Luchino Visconti, Roberto Rossellini and Vittorio De Sica, producing their early films (La Terra Trema (1948) for Visconti, _Germania anno zero (1947)_, for Rossellini, and _Porta del cielo, La (1946)_ for De Sica). Visconti's 'Terra Trema' screenplay was refused by all producers at the time, as they felt it would hardly be a box-office hit. Salvo d'Angelo was the only one who believed that Visconti (who had made at that point just one film) would make it a great movie that would eventually repay its cost. That proved to be true: the film was awarded the Silver Lion at the Venice International Film Festival and has been presented consistently in many countries in the past 54 years of its life (it was made in 1947). 'Terra trema' has been hailed one of the greatest art films of all time. D'Angelo was the first Italian producer starting co-productions with the French motion picture industry, and the result was Fabiola (1949) directed by Alessandro Blasetti and starring 'Michèle Morgan', 'Henri Vidal' and 'Michel Simon', with a strong social and historical message. Next came Beauty and the Devil (1950) directed by the celebrated René Clair and starring Gérard Philipeand Michel Simon. The première of this film took place at the Paris Opera House and was attended by the President of the Republic of France, Vincent Auriol. 
In 1951 D'Angelo' proposed to Luchino Visconti to make a movie (Beautiful (1951)) with the greatest Italian star of the time, 'Anna Magnani', it was the story of a mother who wants at all costs her little daughter to win a competition for a role in a movie. Her illusions, even when her daughter is finally selected by the director (Alessandro Blasetti playing himself), will collapse when she discovers the harsh reality behind the glamor of motion pictures. Salvo d'Angelo was the first to believe in and help Franco Zeffirelli, Francesco Rosi (both were hired to be Visconti's assistants for 'Terra Trema' and 'Bellissima') and other directors and actors, like Vittorio Gassman, who later became world famous. He never produced his films by looking first and foremost at the box office, for his prime considerations were always quality and contents. 
His mark as a producer of Italian motion pictures has been publicly recognized, among others, by Federico Fellini, Vittorio De Sica, Alessandro Blasetti, Roberto Rosselliniand Giorgio Strehler as well as by the press. His films are still part of the collections kept in many cine clubs both in Italy and abroad.
Mini Biography by his son Bruno d'Angelo